# Stig Ekelöf
Johan Adolf August Stig Ekelöf, född 19 januari 1904 i Göteborg, död där 3 april 1993, var en svensk ingenjör.

## Biografi
Ekelöf, som var son till civilingenjör John Ekelöf och Ella Landgraff, avlade studentexamen i Stockholm 1921, avgångsexamen från Kungliga Tekniska högskolan 1925, reservofficersexamen 1927, blev filosofie kandidat vid Stockholms högskola 1928 samt teknologie doktor och docent i teoretisk elektroteknik vid Kungliga Tekniska högskolan 1938. Han var forskningsassistent under professor Waloddi Weibull 1927-1928, ingenjör på L.M. Ericsson 1929–1933, lärare vid Artilleri- och ingenjörhögskolan 1932–1943, t.f. professor i teoretisk elektroteknik med mätteknik vid Kungliga Tekniska högskolan 1939–1940, lektor på Tekniska läroverket i Stockholm 1941–1943 samt professor i elektricitetslära och elektrisk mätteknik vid Chalmers tekniska högskola 1943–1962 och i elektricitetslära där från 1962.
Ekelöf var ledamot av 1943 års officersutbildningskommitté, 1947 års matematikmaskinutredning, expert i matematikmaskinnämnden 1948, ordförande 1957, och ledamot 1957–1963. Han invaldes som ledamot av Kungliga Ingenjörsvetenskapsakademien 1951 och av Kungliga Vetenskaps- och Vitterhetssamhället i Göteborg 1961. Han tilldelades Chalmersmedaljen 1976. Han skrev artiklar i teoretisk elektroteknik och elektrisk mätteknik samt om matematikmaskiner.
Mot slutet av sin karriär studerade Ekelöf elektroteknikens historia, vilket dock inte resulterade i någon publikation.

## Ekelöfs betydelse för svensk datorhistoria
Ekelöf reste år 1938 på en studieresa till USA bekostad av Sverige-Amerika Stiftelsen, och kom där att uppehålla sig huvudsakligen vid Massachusetts Institute of Technology och intressera sig för så kallade matematikmaskiner, dvs datorer. När han återkom år 1939 höll han ett föredrag med titeln Matematiska maskiner i U.S.A. och publicerade en artikel med titeln Matematiska maskiner i Teknisk Tidskrift. Han studerade Vannevar Bushs analogimaskin MDA (mekanisk differentialanalysator) och Herman Holleriths hålkortsmaskin och skrev i sin summering att även Sverige borde införskaffa datorer, i synnerhet en analogimaskin.
I början av 1946 publicerades uppgifter om ENIAC i pressen och Försvarets Radioanstalt samt Kungliga Marinförvaltningen visade stort intresse för att skaffa en matematikmaskin av samma slag till Sverige. Uppdraget gavs till Ingenjörsvetenskapsakademien, som i sin tur gav Ekelöf i uppdrag att under en redan planerad resa till USA göra ett antal studiebesök.
Den amerikanska datorforskningen hade just blivit försatt i fredsläge och Ekelöf kunde utan problem besöka samtliga universitet i New York-trakten, och mötte personligen Herman Goldstine på Princeton University och de båda besökte Philadelphia för att inspektera ENIAC. Han deltog där även i en pågående sommarkurs med titeln Theory and Techniques for Design of Electronic Computers den 8 juli - 31 augusti på Moore School of Electrical Engineering vid University of Pennsylvania. Gästföreläsare var bland andra Presper Eckert, John Mauchly, Herman Goldstine, John von Neumann, Howard Aiken och Douglas Hartree. Andra deltagare på kursen var Jay Forrester, Maurice Wilkes och Claude Shannon. Ekelöf återvände till Sverige i början av augusti.
Ekelöf höll efter hemkomsten den 17 september 1946 föredrag för marinförvaltningen och olika militärindustriella intressenter, och den 19 november för Ingenjörsvetenskapsakademien, vilket direkt följdes av en konferens för att planera framtiden för svenska datorer, och han skrev även den första Svenska tidningsartikeln om "elektronhjärnan" ENIAC i Svenska Dagbladet i en understreckare den 18 november 1946. Den 28 januari 1947 publicerade han en omfattande reserapport med titeln Kort översikt över läget beträffande beräkningsmaskiner med särskild hänsyn till eventuell anskaffning av en maskin för ballistiska (kulbane-) beräkningar.
Ekelöfs rapport och följande utredningar låg till grund för att Sverige beslutade att inskaffa egna matematikmaskiner genom inköp eller nykonstruktion, och regeringen godkände snabbt en budget på 2 miljoner kronor, och beslutade att sända fem stipendiater till USA för vidare utbildning med Ekelöf som mentor. Stipendiaterna var Carl-Erik Fröberg, Göran Kjellberg, Gösta Neovius, Erik Stemme och Arne Lindberger.
Ekelöf blev medlem av Matematikmaskinutredningen (MMU) som senare kom att permanentas i form av Matematikmaskinnämnden. Den 18 mars 1948 anordnades ett möte på Svenska Generalkonsulatet i New York, där Ekelöf och stipendiaterna diskuterade möjligheterna att köpa en dator från USA, eller om detta inte var möjligt, utforma en egen svensk konstruktion. Man var överens om att Sverige behövde en maskin som "i fråga om kapacitet och användbarhet kan mäta sig med den i Princeton", dvs ENIAC. I Sverige hade Conny Palm redan lagt fram ett förslag på en första svensk dator.
Under 1948 försökte Sverige få till stånd ett inköp av en dator från USA. Matematikmaskinnämnden inrättades formellt i november 1948. Vid nämndens första möte den 16 december 1948 kunde Sigurd Lagerman konstatera att USA infört exportembargo för datorteknik på grund av berlinblockaden och det därmed uppseglande kalla kriget. Edy Velander ansåg att Sverige omedelbart borde bygga en relämaskin efter Conny Palms planer, vilket bifölls. Denna fick namnet BARK och stod klar den 28 april 1950.
När Matematikmaskinnämnden i slutet av 1950 önskade att Erik Stemme skulle arbeta i Matematikmaskinnämndens Arbetsgrupp begärde denne att få Ekelöf som chef, vilket han accepterade och periodvis besökte arbetsgruppen, men han fick inget större inflytande på arbetet i Stockholm. Han drog sig snabbt tillbaka och Stemme blev själv informell chef över konstruktionen av BESK som stod klar under hösten 1953.

## Ekelöfs analogimaskin

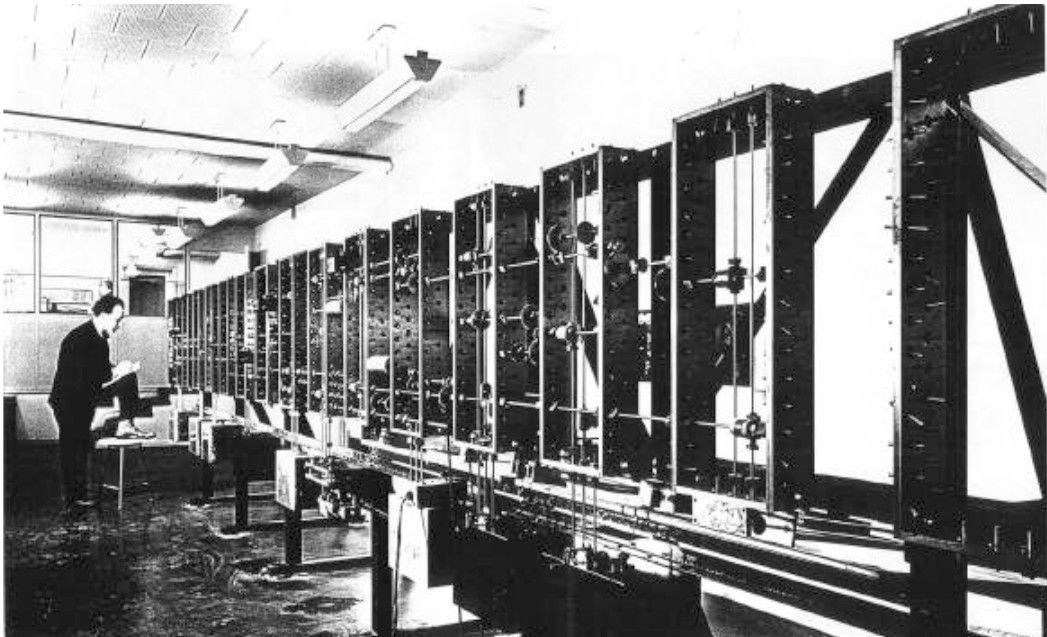
Chalmers mekaniska differentialanalysator.

Det framkom efter hand att Ekelöf personligen saknade ambition att utveckla elektroniska digitala datorer, och att hans hjärta slog för mekaniska analogimaskiner. Hans besök vid MIT 1938 och mötet med Vannevar Bush's analogimaskin kom att forma honom djupt. Gösta Neovius hade under sin stipendietid stationerats i MIT, och fick där arbeta med Bush's avlagda analoga maskiner. I ett privat brev till Torbern Laurent hade Neovius hävdat att differentialanalysatorer var en återvändsgränd, och att siffermaskiner (digitala datorer) var framtiden, för vilket han enligt egen utsago blev utskälld av Ekelöf.
Efter att Ekelöf lämnat arbetet som deltidschef för Matematikmaskinnämndens Arbetsgrupp runt 1950 deltog han i en konferens i Paris i januari 1951 med titeln "beräkningsmaskiner och den mänskliga tanken", där han beskrev datorparken i Sverige, med två siffermaskiner (dvs digitala datorer: BARK och BESK), fem elektroniska analogimaskiner och en mekanisk analogimaskin vilken han själv konstruerade. Vid denna tidpunkt var det i det vetenskapliga samfundet inte på något vis klarlagt att digitala datorer var framtiden för beräkningsmaskiner.
Därefter drog han sig tillbaka till Chalmers och fullföljde sin mekaniska differentialanalysator som endast användes för laborationer under 1950-talet. Halva maskinen finns bevarad på Tekniska museet.